# Mohun Bagan Athletic Club
Il Mohun Bagan Athletic Club è stata una società calcistica indiana di Calcutta.
Fondato il 15 agosto 1889, era il club più antico di tutta l'Asia.
La squadra aveva vinto tre volte la National Football League (nome con il quale era noto il campionato indiano di calcio tra il 1996 e il 2007): nel 1998, nel 2000 e nel 2002. Si è imposta ben 27 volte nella Calcutta Football League, manifestazione riservata alle formazioni della metropoli.
La squadra disputava le partite casalinghe allo stadio "Mohun Bagan Ground" di Calcutta, che ha una capienza di circa 30 000 spettatori. Le partite interne che richiamano molto pubblico vengono giocate nello stadio Yuva Bharati Krirangan, che può ospitare fino a 120 000 spettatori.
La sua divisa sociale era marrone con due fasce verdi sui lati, calzoncini bianchi e calzettoni bianchi. La mascotte era una tigre. È la prima formazione indiana ad aver adottato un inno ed una mascotte.
Il Mohun Bagan è da sempre acerrimo rivale di East Bengal Football Club, l'altra squadra di Calcutta.
Nel 2019 il Mohun Bagan entra a far parte del Club of Pioneers, associazione che accoglie le più antiche società di ogni nazione.
Nel 2020 si fonde ufficialmente con l'ATK, squadra dell'Indian Super League, formando una nuova squadra chiamata ATK Mohun Bagan Football Club

## Palmarès

### Competizioni nazionali
- I-League: 5

1997-1998, 1999-2000, 2001-2002, 2014-2015, 2019-2020
- Coppa della Federazione indiana: 14

1978, 1980, 1981, 1982, 1986, 1987, 1992, 1993, 1994, 1998, 2001, 2006, 2008, 2016
- IFA Shield: 22

1911, 1947, 1948, 1952, 1954, 1956, 1960, 1961, 1962, 1967, 1969, 1976, 1977, 1978, 1979, 1981, 1982, 1987, 1989, 1998, 1999, 2003
- Durand Cup: 16

1953, 1959, 1960, 1963, 1964, 1965, 1974, 1977, 1979, 1980, 1982, 1984, 1985, 1986, 1994, 2000
- Rovers Cup: 14

1955, 1966, 1968, 1970, 1971, 1972, 1976, 1977, 1981, 1985, 1988, 1991, 1992, 2000

### Competizioni regionali
- Calcutta Football League: 30

1939, 1943, 1944, 1951, 1954, 1955, 1956, 1959, 1960, 1962, 1963, 1964, 1965, 1969, 1976, 1978, 1979, 1983, 1984, 1986, 1990, 1992, 1994, 1997, 2001, 2005, 2007, 2008, 2009, 2018

### Altri piazzamenti
- I-League:

Secondo posto: 2000-2001, 2008-2009, 2015-2016, 2016-2017
Terzo posto: 2005-2006, 2017-2018
- Coppa della Federazione indiana:

Finalista: 1977, 1983, 1985, 2004, 2010, 2016-2017
Semifinalista: 1997, 2009-2010, 2013-2014
- Super Cup (India):

Semifinalista: 2018

## Organico

### Rosa 2019-2020
| N. |                       | Ruolo | Calciatore                |
| -- | --------------------- | ----- | ------------------------- |
| 1  | India (bandiera)      | P     | Sankar Roy                |
| 4  | Spagna (bandiera)     | D     | Fran Morante              |
| 6  | India (bandiera)      | D     | Ashutosh Mehta            |
| 7  | Tagikistan (bandiera) | A     | Komron Tursunov           |
| 9  | Senegal (bandiera)    | A     | Baba Diawara              |
| 10 | Spagna (bandiera)     | C     | Joseba Beitia             |
| 11 | India (bandiera)      | C     | Alexander Romario Jesuraj |
| 15 | India (bandiera)      | D     | Lalramchullova            |
| 16 | India (bandiera)      | C     | Nongdamba Naorem          |
|    | India (bandiera)      | C     | Lalramzauva Khiangte      |
| 20 | India (bandiera)      | A     | V.P. Suhair               |

| N. |                              | Ruolo | Calciatore         |
| -- | ---------------------------- | ----- | ------------------ |
| 22 | India (bandiera)             | P     | Shilton Paul       |
| 24 | India (bandiera)             | P     | Debjit Majumder    |
| 25 | India (bandiera)             | D     | Dhanachandra Singh |
| 26 | India (bandiera)             | C     | Shilton D'Silva    |
| 27 | India (bandiera)             | C     | SK Sahil           |
| 28 | India (bandiera)             | D     | Bikramjeet Singh   |
| 35 | India (bandiera)             | A     | Azharuddin Mallick |
| 45 | Trinidad e Tobago (bandiera) | D     | Daneil Cyrus       |
| 47 | India (bandiera)             | C     | Sheikh Faiaz       |
| 49 | India (bandiera)             | A     | Subha Ghosh        |
| 50 | Spagna (bandiera)            | C     | Fran González      |

## Stadio

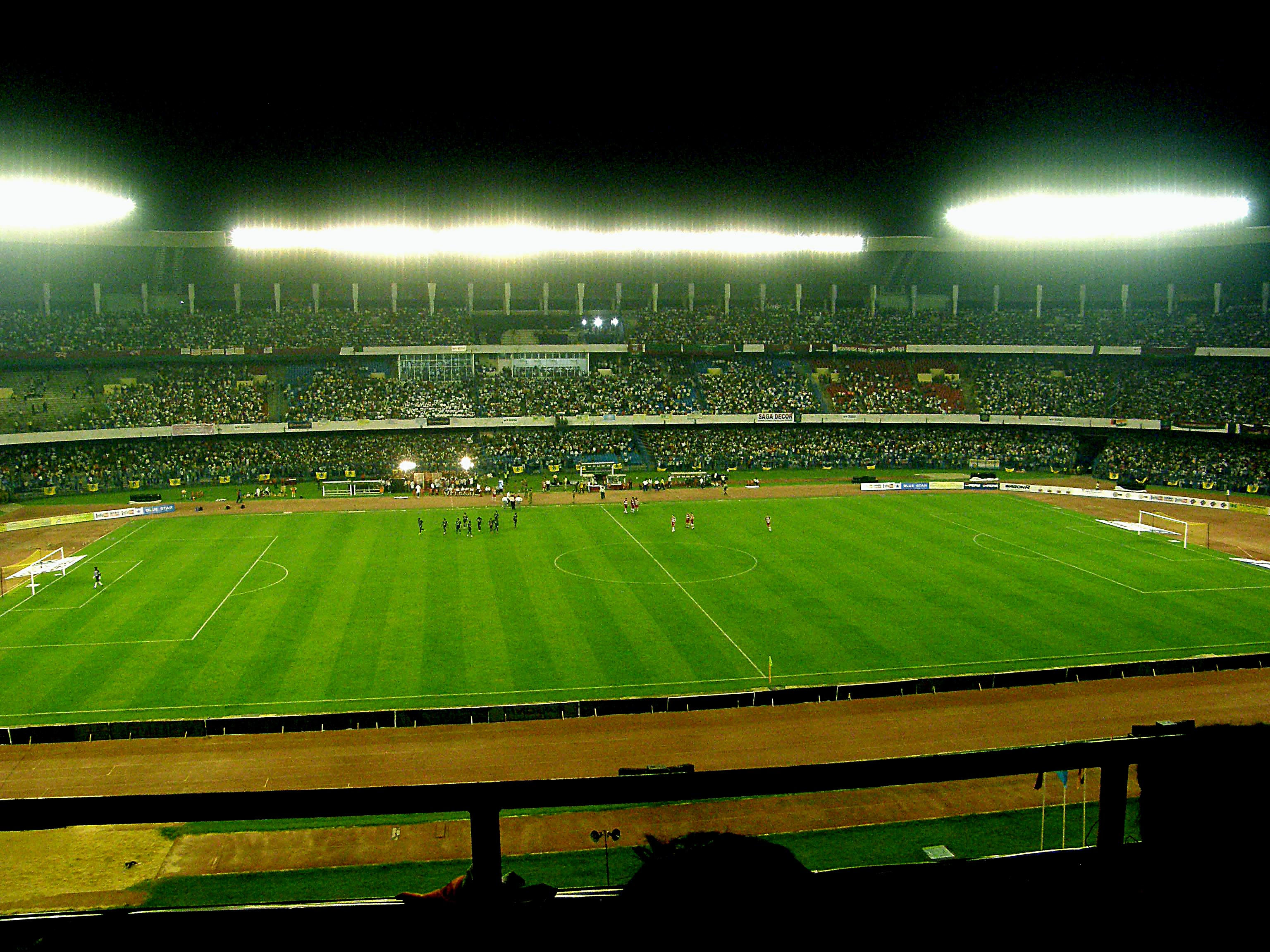
Il Salt Lake Stadium

Il Salt Lake Stadium (in bengalese যুবভারতী ক্রীড়াঙ্গন, Yuba Bharati Krirangan) è uno stadio polivalente in Bidhannagar, Kolkata, West Bengal. È il più grande stadio in India, e il secondo più grande stadio al mondo per capacità tenendo infatti 120.000 posti a sedere.